# Mai 2021
Mai 2021 est le cinquième mois de l'année 2021.

## Événements
- 1er mai : 
  - élections du Conseil législatif tasmanien en Australie.
  - les États-Unis commencent officiellement à retirer leurs troupes d'Afghanistan pour marquer la phase finale et mettre fin à leur plus longue guerre. En outre, l'OTAN a également commencé à retirer ses troupes[1].
- 3 mai : 
  - au Mexique, au moins vingt-quatre personnes sont tuées et des dizaines d’autres blessées à Mexico après l’effondrement d’un pont du métro aérien au passage d’une rame[2].
  - attaque de Kodyel au Burkina Faso.
- 4 mai : 
  - élections à l'Assemblée de Madrid en Espagne ,
  - 1re naissance de nonuplés vivants répertoriée.
- 5 mai : bicentenaire de la mort de Napoléon Ier.
- 6 mai :
  - élections législatives au pays de Galles ;
  - élections législatives en Écosse, les indépendantistes du SNP et des Verts remportent la majorité au Parlement et demandent la tenue d'un nouveau référendum sur l'indépendance après celui de 2014 ;
  - élections locales au Royaume-Uni.
  - la République démocratique du Congo proclame un « état de siège » sur les provinces du Kivu et de l'Ituri pendant 30 jours. Pendant ce temps, les provinces seront placées sous régime militaire. Les gouvernements provinciaux et les entités de ces provinces seront remplacés par des bureaux des FARDC ou de la police nationale. Les juridictions civiles seront également remplacées par des juridictions militaires[3] ;
  - une opération antidrogue, dans la favela Jacarezinho de Rio de Janeiro, provoque au moins 25 morts, ce qui en fait l'opération policière la plus meurtrière de l'Histoire de l'État de Rio de Janeiro ; selon la police, il s'agit de 1 policier et de « 24 suspects », mais selon l'ONG Réseau d'observatoires de la sécurité publique, un policier aurait été tué par un criminel noir au début de l'opération, ce qui les aurait amenés à se venger en tuant tous les jeunes hommes noirs qu'ils ont croisés ensuite dans la favela[4] ;
  - le président du Conseil du peuple et ancien Président de la République des Maldives Mohamed Nasheed est gravement blessé dans un attentat à la moto piégée à Malé et doit être hospitalisé dans un état critique ; son garde du corps est également blessé, la tentative d'assassinat n'est pas revendiquée[5].
  - commencement de la Crise israélo-palestinienne de 2021.
- 7 mai : les études ADN confirment l'existence de quatre espèces distinctes de girafes. Avant l'étude, on croyait qu'il n'y en existait qu'une seule.
- 8 au 30 mai : Tour d'Italie 2021.
- 8 mai : 
  - plus de 175 Palestiniens et six policiers israéliens sont blessés, la plupart sur l’esplanade des Mosquées, dans les plus importants heurts des dernières années à Jérusalem-Est occupé[6] ;
  - en Afghanistan, un attentat contre une école pour filles à Kaboul fait 85 morts.
- 9 mai : au Burundi, douze personnes dont un officier supérieur de l'armée sont tuées dans une embuscade dans le centre du pays. Leurs véhicules sont tombés dans une embuscade[7].
- 10 au 23 mai : Championnats d'Europe de natation 2020.
- 11 mai :
  - 66e cérémonie des David di Donatello en Italie ;
  - Brit Awards 2021 à Londres (Royaume-Uni) ;
  - Russie : onze personnes sont tuées et 16 autres blessées dans une fusillade de masse dans une école de Kazan dans la république du Tatarstan. Neuf étudiants sont parmi les morts. Sur les deux assaillants, un est arrêté et un autre tué par les autorités intervenantes.
- 12 mai : en Sierra Leone, Le gouvernement décide de faire pression pour l'abolition de la peine de mort[8].
- 14 mai :
  - En Afghanistan, un attentat est survenu lorsqu'une bombe a explosé, tuant 12 personnes dont un imam, et blessant 15 autres à l'intérieur d'une mosquée dans le district de Shakardara à la périphérie de Kaboul ;
  - Penpa Tsering est élu sikyong (président) du gouvernement tibétain en exil.
- 15 mai :
  - en République démocratique du Congo, 30 personnes ont été condamnées à mort pour leur participation aux violences contre la police ayant marqué la fin du ramadan à Kinshasa, la capitale du pays[8] ;
  - Le rover Zhurong de l'Administration spatiale nationale chinoise atterrit avec succès à Utopia Planitia sur Mars, faisant de la Chine le troisième pays à réussir un atterrissage en douceur sur la planète.
- 15 et 16 mai : élections constituantes chargée de la rédaction d'une nouvelle constitution et élections municipales au Chili.
- 16 au 30 mai : première compétition de Basketball Africa League.
- 17 au 18 mai : un sommet sur le financement des économies africaines se tient à Paris.
- 18 au 22 mai : Concours Eurovision de la chanson à Rotterdam aux Pays-Bas.
- 18 mai : en Espagne à Ceuta, l’entrée de 8 000 migrants dont 2 000 mineurs crée une crise diplomatique entre l'Espagne et le Maroc[9].
- 21 mai au 6 juin : Championnat du monde de hockey sur glace 2021.
- 22 mai : 
  - dans l’est de la République démocratique du Congo, le volcan Nyiragongo entre en éruption près de Goma[10].
  - 21 personnes meurent à Gansu lors d'un ultramarathon.
- 22 mai à juillet : Playoffs NBA 2021.
- 23 mai :
  - élections législatives au Viêt Nam ;
  - Détournement du vol Athènes-Vilnius : un avion de chasse intercepte dans l'espace aérien biélorusse un avion de ligne à bord duquel se trouve l'ancien rédacteur en chef du média d’opposition Nexta, Roman Protassevitch. Celui-ci est arrêté par les services de sécurité après l'atterrissage à l’aéroport de Minsk[11] ;
  - en Italie, 14 personnes meurent lors de la chute d’un téléphérique ;
  - au Pérou, 18 personnes meurent dans le massacre de San Miguel del Ene, un village de la Province de Satipo.
- 24 mai :
  - Aux Samoa, Naomi Mata'afa est investie première femme dans les fonctions de première ministre.
  - En Malaisie, plus de 200 passagers sont blessés et 47 dans un état grave dans la collision de deux rames de métro à Kuala Lumpur, selon la police malaisienne, qui privilégie la piste accidentelle[12].
- 25 mai : au Mali, un Coup d'État démet le président de transition Bah N'Daw et le premier ministre de transition Moctar Ouane de leurs fonctions au profit du vice-président Assimi Goïta[13].
- 26 mai : 
  - élection présidentielle dans une partie de la Syrie : le président sortant Bachar el-Assad est candidat à un nouveau mandat, l'élection est contestée.
  - Éclipse lunaire visible depuis l'Océan Pacifique.
- 27 mai : au Rwanda, Lors d'une visite officielle à Kigali, le président français Emmanuel Macron admet l'implication française dans le génocide des Tutsis au Rwanda : il est le premier président français à se rendre au Rwanda en 10 ans, les relations entre les deux pays s'étant détériorées après le génocide de 1994[14].
- 28 mai : le gouvernement fédéral allemand reconnaît officiellement la perpétration par le pays du génocide de Herero et Namaqua pendant son règne colonial de la Namibie. Le ministre allemand des Affaires étrangères, Heiko Maas, promet des réparations d'une valeur de 1,1 milliard d'euros (1,34 milliard de dollars) pour les descendants des peuples Herero et Nama, à payer dans les 30 ans qui viennent[15].
- 29 mai : en Colombie, le président Iván Duque Márquez déploie des forces militaires à Cali après la mort d'au moins treize personnes lors des manifestations[16].
- 29 et 30 mai : élections consulaires françaises.
- 30 mai au 6 juin : 73 édition du Critérium du Dauphiné.
- 30 mai au 13 juin : Internationaux de France de tennis 2021.
- 30 mai : élections législatives à Chypre.
- 31 mai : 
  - élections législatives et élections municipales au Somaliland.
  - Au Nigéria, Des hommes armés ont enlevé de très nombreux enfants dans une école coranique du centre-ord du Nigeria, d'après les autorités et des habitants. Dans le pays, les kidnappings de ce type se multiplient et permettent aux bandits de réclamer des rançons. Au total, 730 enfants ont été enlevés depuis décembre 2020[17].